# Coma (butikskæde)
 For alternative betydninger, se Koma (flertydig). (Se også artikler, som begynder med Koma)
Coma eller Coma Discount er en dansk kæde af selvstændige købmandsbutikker. Kæden består af fire butikker på Lolland og Falster. Kæden er ejet af Henrik Jensen. Siden 2020 har den været en del af Let-Køb.

## Butikker
| År   | Sted     |
| ---- | -------- |
| 1995 | Horreby  |
| 2000 | Marrebæk |
| 2001 | Idestrup |
| 2019 | Holeby   |